# Цебренко Марія Василівна
Марія Василівна Цебренко (нар. 31 липня 1940, Шандриголове, Краматорський район, Донецька область) — український хімік, доктор хімічних наук, професор, лауреатка Державної премії України в галузі науки і техніки, Заслужений діяч науки і техніки  України, відмінник освіти України.

## Життєпис
Народилася в сім'ї залізничника. З 1957 до 1962 року навчалася у Київському технологічному інституті легкої промисловості, який закінчила з відзнакою. У 1968 році захистила кандидатську, а у 1985 році — докторську дисертацію. З 1968 до 1988 року працювала на посадах старшого наукового співробітника, завідувачки проблемної лабораторії синтетичних волокон. Від 1988 року обіймає посаду професора кафедри технології полімерів та хімічних волокон Київського національного університету технологій та дизайну.

## Наукова діяльність
Галузі наукових інтересів: розробка теоретичних основ і нових технологій в отриманні надтонких синтетичних волокон і фільтр-матеріалів. Виконувала роботи за грантами Міжнародного наукового фонду Джорджа Сороса й НАТО. Автор понад 300 статей, 2 монографій, 80 патентів, авторських свідоцтв.

## Нагороди та відзнаки

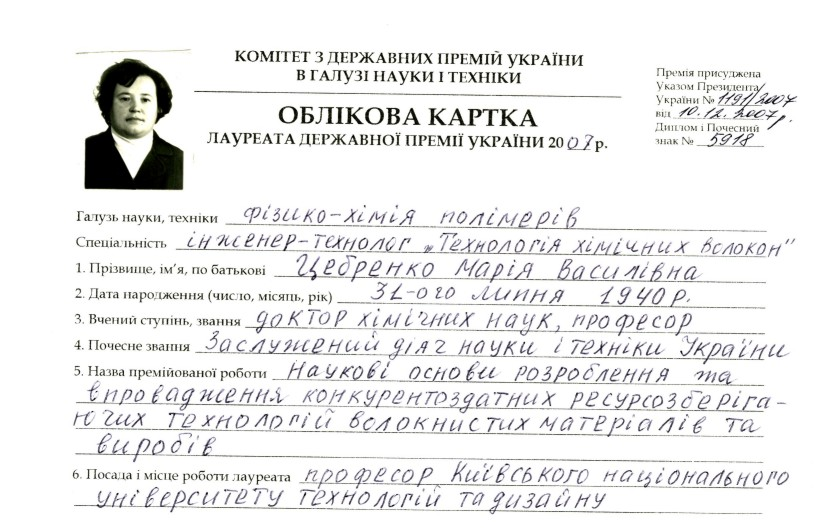
Облікова картка Лауреата Державної премії України Цебренко Марії Василівни

- Державна премія України в галузі науки і техніки (2007) — за цикл робіт «Наукові основи, розроблення та впровадження конкурентоздатних ресурсозберігаючих технологій волокнистих матеріалів та виробів» (спільно з Березненком Миколою Петровичем, Глубішом Петром Андрійовичем, Ірклеєм Валерієм Михайловичем, Романкевичем Олегом Володимировичем, Шульманом Георгієм Євгеновичем, Мироновим Олегом Глібовичем, Самишевим Ернестом Зайнулліновичем, Омельченком Василем Дмитровичем, Клейнером Юрієм Яковичем, Резановою Наталією Михайлівною, Кернером Сергієм Мойсейовичем і Турчаненком Юрієм Тимофійовичем)[1].
- Американський інститут біографічних досліджень присудив їй в 2000 році звання «Жінка 2000 року», в 2002—2005 роках звання «Провідний інтелектуал світу» (одна з 500 чоловіків і жінок на земній кулі); у 2006 році — «Велика жінка ХХІ століття».
- Всесвітня організація інтелектуальної власності нагородила її медаллю і сертифікатом за найкращий жіночий винахід року.
- Заслужений діяч науки і техніки  України (1996).